# 게지네 추크로프스키
게지네 추크로프스키(독일어: Gesine Cukrowski, 독일어 발음: [ɡeˈziːnə t͡suˈkrofski], 1968년 10월 23일~)는 독일의 배우이다.

## 출연 작품
- 플라잉 바이러스 (2009)
- 캐스팅 어바웃 (2004)
- 피어닷컴 (2002)